# Haus Hilbeck

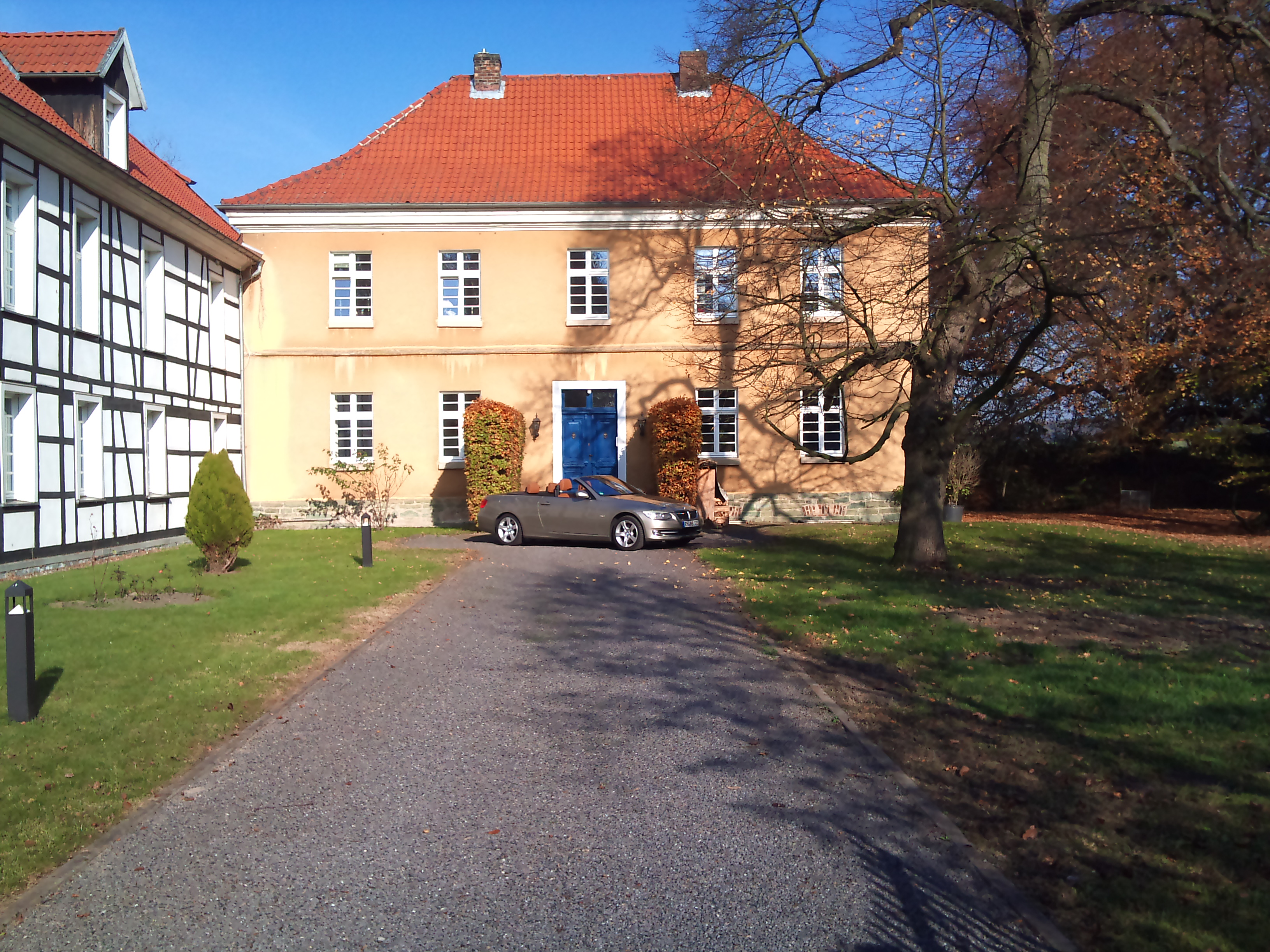
Haus Hilbeck in Werl-Hilbeck

Haus Hilbeck ist eine ehemalige Wasserburg und heutiges Gutshaus in Hilbeck, einem Ortsteil der Stadt Werl, Kreis Soest in Nordrhein-Westfalen.

## Geschichte
Seinen Namen verdankt das Haus vermutlich dem Ort Hilbeck. Nicht jeder, der sich später von Hilbeck oder de Hilbecke oder ähnlich nannte, ist dem ritterbürtigen Geschlecht zugehörig. Ein Gobelinus de Hilbecke ist für 1260 belegt. Im Wappenschild führten die von Hilbeck in einem ungeteilten Wappenschild einen Turnierkragen. Zeitweise wurde das Geschlecht auch als von der Heyde genannt von Hilbeck bezeichnet, in einer Urkunde von 1357 wird ein Heinrich v. d. Heyde gnt v. Hilbeck und seine Frau Frederunis v. Vrisendorf genannt. Nach 1461 war diese Familie wohl im Raum Kamen ansässig. Die im 16. Jahrhundert im Ort auftretenden von Hilbeck tragen den Namen nach der Bezeichnung des Ortes.
Erstmals urkundlich erwähnt wurde Haus Hilbeck 1396. Als Besitzer sind die Familien von Hilbeck, von Pentling, von Hugenpoth, von Münster, von Diepenbrock und von Wartensleben erwähnt. 1726 erwarb es die Familie von Plettenberg, die bis heute Eigentümer des Hauses Hilbeck ist.
Die Gräften und die ursprünglichen Gebäude sind heute nicht mehr erhalten; das heutige Herrenhaus wurde nach 1798 errichtet.

## Galerie

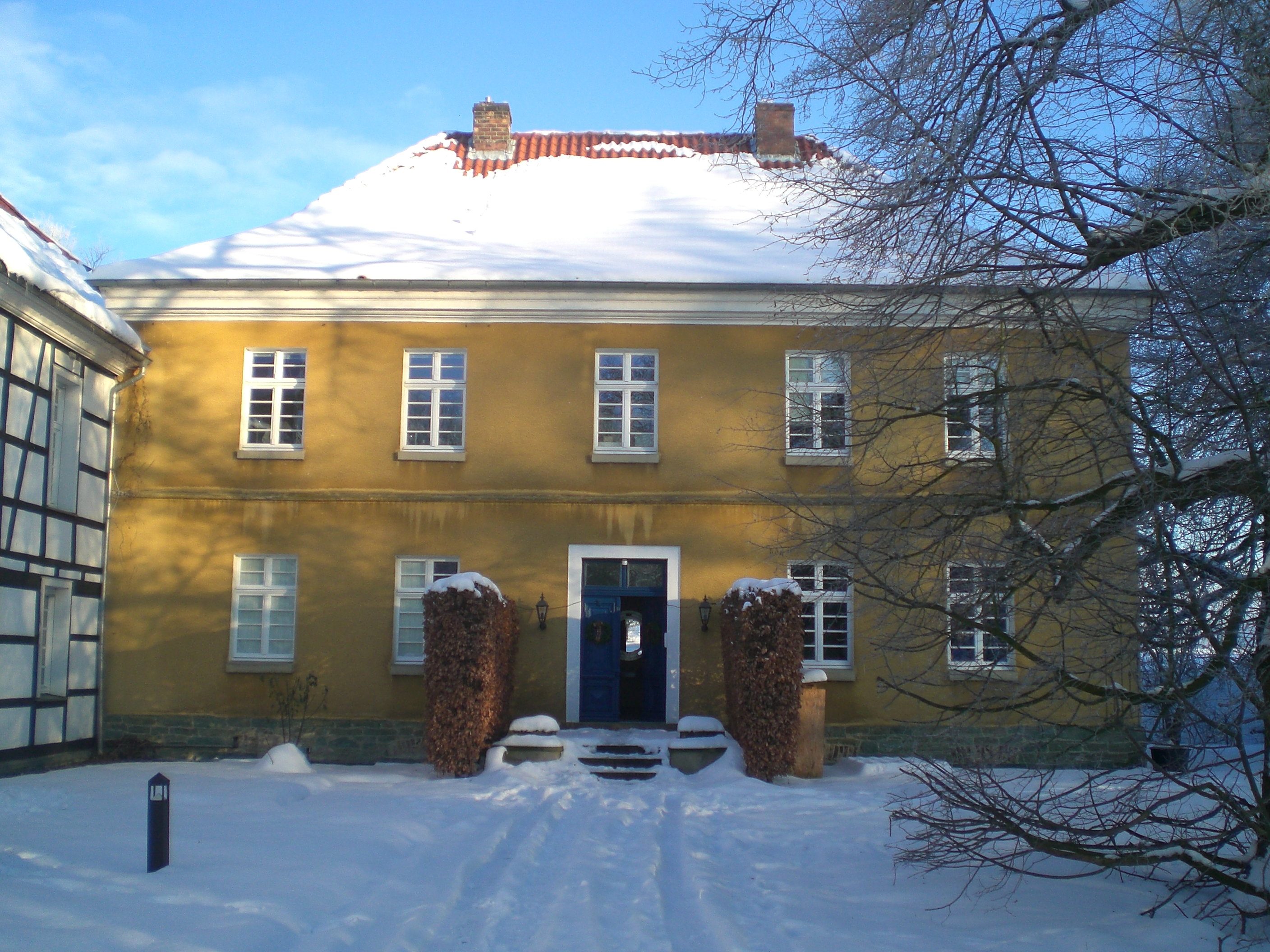
Haus Hilbeck, Nahansicht im Winter
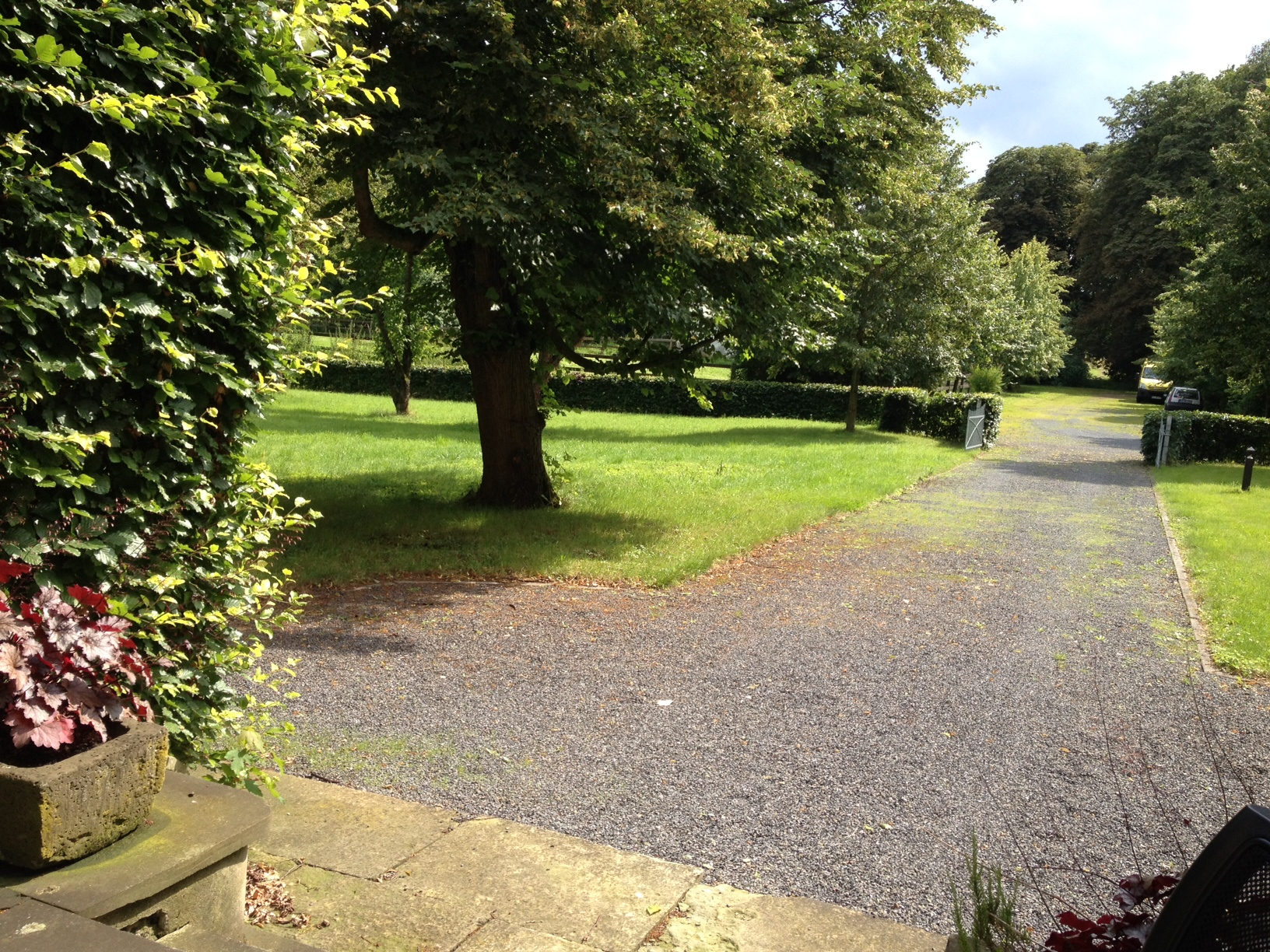
Auffahrt
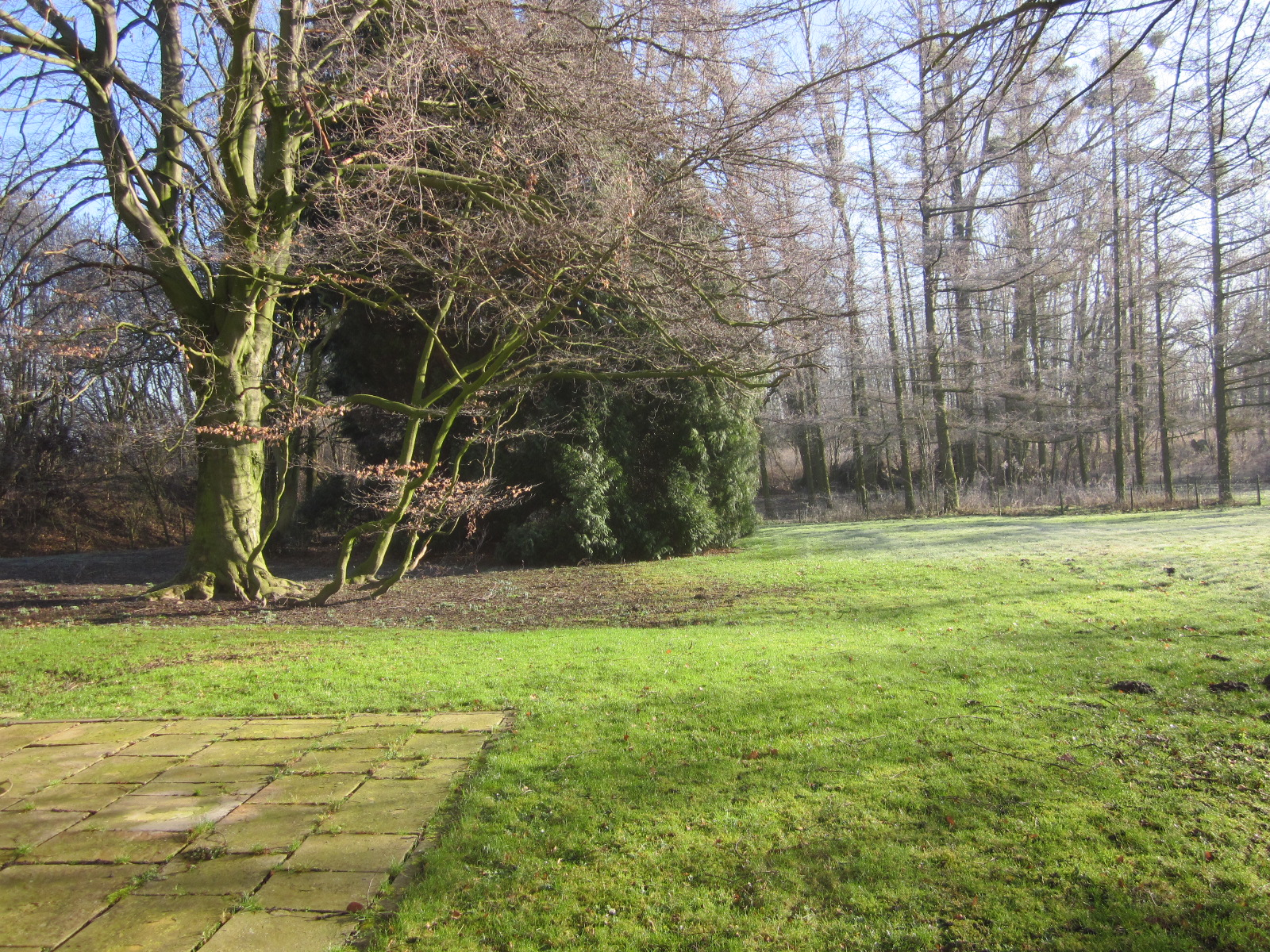
Parkähnliche Gartenanlage